# Дом Советов (Калининград)
Дом Сове́тов — построенное в объёме (без внутренней отделки) здание в центре города Калининграда, строительство которого началось в 1970 году. Считался одним из символов и главным «долгостроем» города. Снесён в 2024 году.

## Расположение
Дом Советов был расположен в центре города Калининграда, на пересечении улицы Шевченко и Ленинского проспекта.
Считается, что Дом Советов был построен на месте Кёнигсбергского замка, однако это не совсем так — на самом деле он стоял восточнее, на месте бывшего рва замка.

## История строительства
Ещё в начале 1950-х годов главным архитектором города Дмитрием Навалихиным был составлен план реконструкции Калининграда, в соответствии с которым на месте бывшего Кёнигсбергского замка должно было быть построено административное здание в стиле сталинских высоток. Однако этот план так и остался на бумаге.
В 1967 году, согласно второму генеральному плану развития Калининграда, была разработана концепция о создании общегородского центра вдоль реки Преголи и Нижнего пруда в виде развитой архитектурно-пространственной композиции с организацией главной городской площади между Ленинским проспектом и улицей Шевченко — Центральной площади. По замыслу главного архитектора проекта Льва Мисожникова, Дом Советов должен был представлять собой 28-этажное здание, состоящее из двух высотных прямоугольных башен, облицованных рельефными панелями и объединённых в двух уровнях крытыми переходами. Площадь перед зданием планировалось благоустроить: разместить на ней фонтаны, цветники и даже концертный зал под открытым небом. В здании должно было располагаться руководство Калининградского обкома КПСС и облисполкома. 
Проектирование здания было поручено коллективу ЦНИИЭП зрелищных и спортивных зданий и сооружений имени Б. С. Мезенцева, мастерской № 2 (архитекторы Ю. Л. Шварцбрейм, Ю. Моторин, Л. В. Мисожников, Г. А. Кучер). Сам проект Дома Советов был, по сути, «вольной интерпретацией» одного из зданий архитектора Оскара Нимейера, по проектам которого строились здания в новой столице Бразилии.
Снос руин замка и строительство на его месте Дома Советов активно лоббировались тогдашним первым секретарём обкома КПСС Н. С. Коноваловым. Основным аргументом была непригодность для дальнейшего использования здания обкома КПСС на улице Дмитрия Донского (в настоящее время это здание продолжает использоваться администрацией Калининградской области). Он же руководил работами по сносу руин замка.
Строительство началось в 1970 году (его вело СМУ-4 объединения «Калининградстрой»), но, поскольку в этой части города грунт недостаточно прочный для возведения такого высокого здания, появились проблемы со статикой здания. Несмотря на брошенные на строительство практически все силы Калининградской области, возникали определённые трудности. Так, по этажности здания, вместо 28 этажей по проекту, пришлось сократить до 21 этажа (у строителей не было в наличии башенных кранов, которые могли бы работать на строительстве почти 30-этажного дома, даже один из уникальных 150-метровых кранов пришлось ставить на 2-метровую щебёночную насыпь, чтобы он смог достать по высоте). Пересматривались и другие детали проекта. Например, московские проектировщики сделали шахты лифтов полносборными, а такой вес не мог поднять при монтаже ни один кран; пришлось менять проект и делать шахты из нескольких отдельных блоков. 
По историческим фото видно, что примерно в конце 1970-х годов здание было готово почти на половину, к 1980 году на 70% и, наконец, к 1982 году — на 90%. 
В 1980 году на площади перед строящимся Домом Советов открыли фонтаны и цветники. В 1981—1982 годах началось постепенное остекление окон здания. Были демонтированы строительные краны. Срок ввода в эксплуатацию был намечен на IV квартал 1988 года.
Однако, во времена Перестройки начались проблемы с финансированием проекта и во второй половине 1980-х годов, когда здание было готово на 95% (установлено два лифта, подключено к городским коммуникациям), строительные работы были приостановлены.

### После Перестройки
В 1995 году власти города и области приватизировали Дом Советов. Было создано акционерное общество «Культурно-деловой центр», которое должно было бы привлечь инвесторов и привести полуразрушенное к тому времени здание в порядок.
Однако сделать им этого не удалось, ОАО «Культурно-деловой центр» вплотную подошло к банкротству, и в 2003 году здание было продано компании «Протострой». Сразу после оформления сделки у ООО «Протострой» возникли проблемы с мэрией Калининграда по вопросам законности покупки здания: администрация города посчитала, что были нарушены законные интересы области и города, так как здание было продано по заниженной цене. 
В 2006 году к спору подключились правительство и прокуратура Калининградской области, подав на ООО «Протострой» иск в арбитражный суд. 
В 2010 году сделка по продаже Дома советов была признана судом недействительной, а бывший конкурсный управляющий ОАО «Культурно-деловой центр» был признан виновным в злоупотреблении полномочиями и приговорён к 2 годам лишения свободы условно.

### XXI век
К празднованию 750-летия Калининграда в 2005 году был проведён наружный ремонт Дома Советов — он был покрашен, были вставлены окна, и здание приобрело современный вид.
Однако и будущее Дома Советов оставалось неизвестным. Судьба здания должна была быть решена на публичных обсуждениях, которые состоялись бы после решения вопроса о собственнике здания.
В 2008 году в Калининграде появилась панк-рок-группа «Дом Советов», сделавшая своим логотипом стилизованное изображение фасада здания. Участники коллектива выступали за сохранение этого монументального строения, являвшегося неофициальным символом города.
30 ноября 2011 года губернатор Калининградской области Николай Цуканов назвал Дом Советов «позором города Калининграда», который необходимо снести. На месте же, где стоял Королевский замок, предполагалось воссоздать замок.

### Снос
5 ноября 2020 года Губернатор Калининградской области Антон Алиханов объявил, что Дом Советов, за исключением фундамента, будет демонтирован в 2021 году (демонтаж фундамента будет рассмотрен позже).
18 мая 2023 года начался процесс сноса здания. Во время его демонтажа в 2024 году погиб молодой рабочий. Здание было полностью демонтировано к августу 2024 года.

## Галерея
- На фото 1982 года здание уже возведено
- Дом Советов в 2002 году
- Дом Советов в 2008 году
- Дом Советов в августе 2021 года (на переднем плане — археологические раскопки)
- Дом Советов в октябре 2023 года во время демонтажа верхних этажей
- Дом Советов на завершающих этапах сноса